# جورج هنري كورليس
جورج هنري كورليس (بالإنجليزية: George Henry Corliss)‏ هو مهندس ومخترِع أمريكي، ولد في 2 يونيو 1817 في إيستون في الولايات المتحدة، وتوفي في 21 فبراير 1888 في بروفيدنس في الولايات المتحدة.

## وصلات خارجية
- جورج هنري كورليس على موقع الموسوعة البريطانية (الإنجليزية)
- جورج هنري كورليس على موقع إن إن دي بي (الإنجليزية)